# قومية الشركات
قومية الشركات عبارة تستخدم للتعبير عن معاني مختلفة:
- ثقافة سياسية يعتقد فيها الأعضاء أن الوحدة الأساسية للمجتمع والشغل الشاغل للدولة هو مجموعة الجماعات وليس الفرد، ومصالح مجموعة الجماعات هي نفس مصالح الأمة.
- يجب أن تعمل الشركات بشكل أساسي من أجل الصالح الوطني وليس لصالح أصحابها.
- يجب حماية الشركات من الملكية الأجنبية.
- يجب أو يمكن تأميم الشركات.
- الدولة منحازة لمصالح الشركات.

## يجب على الدولة التعامل مع الشركات وليس الأفراد
يمكن استخدام "قومية الشركات" لوصف الفلسفة السياسية والنظرية الاقتصادية التي ينتمي أتباعها إلى النقابوية، ويعتقدون أن الوحدة الأساسية للمجتمع، سواء كانت الأسرة أو المجموعات الأخرى، لها نفس مصالح الأمة. لذلك يعتقد البعض أن الدولة يجب أن تتعامل بشكل أساسي مع "الشركات"، والتي قد تشمل الشركات، وتعاونيات العمال، والنقابات وما إلى ذلك، والسماح لهذه الوحدات بتنظيم نفسها لخدمة أعضائها بالشكل الذي يرونه لائقًا. 

## يجب حماية الشركات الوطنية من الملكية الأجنبية
النرويج لديها تاريخ من الحملات الحكومية لمنع الشركات الأجنبية من الاستيلاء على الشركات النرويجية الكبرى.  في عام 2005، ترددت شائعات عن أن شركة بيبسيكو تخطط لمحاولة للاستحواذ على مجموعة الطعام الفرنسية دانون، مما أثار غضبًا شعبيًا. قال رئيس سابق لدانون، "دانون مثل كاتدرائية شارتر، ولا يشتري المرء كاتدرائية شارتر". 

## يجب (يجوز) تأميم الشركات
يمكن استخدام العبارة لوصف التدخل الوطني في الشركات، بما في ذلك التأميم المباشر حيث تفترض الدولة ملكية الشركة. يرى البعض أن التدخلات الحكومية الأمريكية الأخيرة في الصناعة المالية، بما في ذلك التأميم الفعال لفاني ماي وفريدي ماك، يُنظر إليها على أنها شكل من أشكال قومية الشركات. 

## الدولة منحازة لمصالح الشركات
يعتبر بعض التحرريين في الولايات المتحدة أن نهاية العبودية تزامنت مع بداية نظام "ملوث" بقومية شركات عدواني، أو تدخل الحكومة في الاقتصاد.  من وجهة النظر هذه، فإن تدمير العبودية حافظ على العبودية "البرجوازية" وأدامها. 